# Domberget, Tallinn
Domberget (estniska: Toompea; tyska: Domberg) är ett berg i västra delen av Tallinns medeltida stadskärna. Domberget är 20–30 meter högre än den omkringliggande staden och täcker en yta på ungefär 250 meter gånger 400 meter. Här ligger flera av stadens viktigaste historiska landmärken samt de centrala parlaments- och regeringsbyggnaderna.

## Bebyggelse
Berget har sitt namn efter Tallinns domkyrka, S:ta Mariakyrkan, som grundades på berget under det danska styret på 1200-talet. I anslutning till domkyrkan grundades Tallinns katedralskola 1319, som senare givit namn åt gatan mellan slottet och domkyrkan.
Domberget är sedan medeltiden Estlands politiska centrum. Här har Estlands parlament, Riigikogu, sitt säte i Dombergets slott. Slottstornet Långe Hermann (Pikk Hermann) är ett känt landmärke och en av Estlands nationalsymboler. Estlands regering har också sina centrala byggnader på Domberget, bland annat Stenbockska huset som är Estlands regeringskanslibyggnad och säte för Estlands premiärminister. Här finns också bland andra  Finlands, Nederländernas, Portugals och Kanadas ambassader.
Andra kända byggnader på berget är den ortodoxa Alexander Nevskij-katedralen, Estniska riddarhuset som idag inhyser Estlands konstakademi, samt Ungern-Sternbergpalatset som idag inhyser Estlands vetenskapsakademi.

## Geologi och topografi
Domberget är en del av den nordestniska klinten och därmed den baltiska klinten. Berget har uppstått genom abrasion som en separat klintö. Det ligger omkring 1,5 kilometer nordväst om den nordestniska kalkstensplatån, och sammanbinds med denna av en lägre lätt sluttande sandstensås. Berget omgärdas på östra, norra och västra sidorna av en 1,5 kilometer lång brant med upp till 25 meters höjd, med en mer måttlig lutning på södra sidan. Kullens översta lager består av kalksten från Ordovicium med omkring 5 meters tjocklek, och detta lager är huvudsakligen det som ligger i dagen vid klippytorna, även om större delen av klipporna idag är inbyggda i de historiska försvarsverken.
Berget uppstod ursprungligen som en ö i Baltiska issjön efter Weichselistiden för omkring 10 000 år sedan. Under den tidiga fasen av Littorinahavet fick ön landförbindelse med fastlandet genom postglacial landhöjning, och för omkring 7 000 år sedan nådde havet fortfarande till foten av klippan. Sedan dess har den moderna kustlinjen förflyttats mer än 1 kilometer norrut och kullens fot ligger 17–20 meter över havsytan, medan dess högsta punkt är omkring 48 meter över havet.

## Mytologisk tradition
Domberget beskrivs i det nationalromantiska estniska nationaleposet Kalevipoeg, nedtecknat av Friedrich Reinhold Kreutzwald på 1850-talet. I denna version av en äldre muntlig tradition är berget en gravhög över den mytiske hjälten Kalev, rest av hans fru Linda.